# Kaddour Darsouni
 (octobre 2011).
Si vous disposez d'ouvrages ou d'articles de référence ou si vous connaissez des sites web de qualité traitant du thème abordé ici, merci de compléter l'article en donnant les références utiles à sa vérifiabilité et en les liant à la section « Notes et références ».
Kaddour Darsouni (en arabe : قدور درسوني), de son vrai nom Mohamed Darsouni, né le 8 janvier 1927 à Constantine (Algérie) et mort le 20 avril 2020 dans la même ville), est un maître du malouf constantinois.

## Biographie
Son oncle, Si Tahar Benkartoussa, était également un grand maître du malouf. Le jeune Kaddour fait ses premiers pas dans la musique en 1933 au sein de l'association Mouhibi El Fen. En 1937, l'association est dissoute et remplacée par El Chabab El Fenni. L'initiation de Kaddour Darsouni se poursuivra avec cette dernière jusqu'au gel de ses activités au début de la Seconde Guerre mondiale.
En 1943, il rencontre Cheikh Khodja Bendjelloul et accède aux techniques et à l'apprentissage du répertoire Malouf. En 1947, il passe pour la première fois à la radio comme chanteur luthiste. Juste après, il rejoint l'orchestre de ceux qui seront ses compagnons de toujours : Maamar Berrachi et Zouaoui Fergani. C'est avec eux qu'il commencera une carrière professionnelle. Il a été souvent sollicité comme flûtiste par les orchestres de Hamou Fergani et Cheikh Raymond.
Il participa en 1964 aux travaux du premier colloque National sur la musique Algérienne en tant que membre de la commission de réflexion chargée de dresser un état des lieux de la situation de la musique classique algérienne, de rechercher les voies et les moyens de sa préservation et de son enseignement. À cette époque, il encadre déjà des jeunes, regroupés dans l'association musicale El Moustaqbal El Fenni El Kassentini.
Durant plus de deux années de suite, il s’exile, fuyant Constantine et s'installant à Annaba où il est logé dans l’hôtel d’Abdelkader Beghdadi, dit Hssen, grand mélomane et Cheikh Haffad. À son arrivée à Annaba, il prend contact avec Cheikh Mohamed Bouhara qui demande à Abdelkader Beghdadi de trouver une solution afin qu'il ne se sente pas seul. Abdelkader Beghdadi prend alors à son compte le logement dans une chambre de son hôtel. C'est à Annaba que lui est donné le surnom de Scoubidou, Darsouni excellant dans l'art d'en fabriqué de tout sorte à ses heures perdus.
En 1967, il obtient la médaille d'or au deuxième festival de la musique arabo-andalouse. Il continue son enseignement au Conservatoire Municipal. Il fait alors partie avec Cheikh Hassouna, Abdelkader Toumi et Mammar Berrachi de la commission qui représentait l'école de Constantine et qui avait comme objectif principal l'écriture des textes: un travail qui a été couronné par la publication de trois ouvrages intitulés El Mouwachahat wa Ezdja.
En 1995, il crée l'association des élèves du Conservatoire du Malouf de Constantine et en 1998, enregistre dix noubas  du patrimoine malouf interprétés par Mohamed Tahar Fergani et Abdelmoumen Bentobbal.
Cheikh Kaddour Darsouni est décédé des suites d'une longue maladie le 20 avril 2020.

### Palmarès de l'associationLes élèves du conservatoire du Malouf de Constantine
- 1996: Festival National du Hawzi à Blida
- 1998: 9e Festival du Malouf de Constantine
- 1998: Festival pour la Célébration du 2500 ans de Constantine
- 2000: Forum de la Musique Savante Maghrébine à Constantine
- 2000: Festival de la Musique Andalouse à Oran
- 2000: Festival de la Chanson Andalouse à Annaba
- 2001: Congrès de la Musique Arabe
- 2001: 10e Festival National du Malouf à Constantine

## Décorations
- Achir de l'ordre du Mérite national d'Algérie.